# 波坎蒂科希爾斯 (紐約州)
波坎蒂科希爾斯（英語：Pocantico Hills）是位於美國紐約州西徹斯特縣的非建制地區。

## 歷史
波坎蒂科希爾斯的郵局於1881年設立，其後於1932年停運。

## 地理
波坎蒂科希爾斯所處的海拔為高於海平面165米（即541英呎），而該地所採用的時區為UTC-5，即北美东部时区（EST）。同時該地設有夏令時間，為UTC-5調快一小時，即UTC-4（EDT）。